# Колмаков, Пётр Иванович
Пётр Иванович Колмаков (1914—1997) — Герой Советского Союза (1945), командир роты 1348-го стрелкового полка 399-й стрелковой дивизии 48-й армии 1-го Белорусского фронта, капитан.

## Биография
Родился 5 сентября 1914 года в селе Тесь Енисейской губернии в семье крестьянина. Русский. Член КПСС с 1943 года. Отец погиб в 1920 году в Гражданскую войну, и его воспитывала мать. После трёх классов вместе с матерью переезжает в Минусинск, где заканчивает среднюю школу, школу ФЗУ и поступает на работу на мельзавод. Там же вступил в комсомол. В Красную армию призван в 1936 году. Участвовал в боях на Халхин-Голе, был ранен.

## Участие в Великой Отечественной войне
В 1941 году окончил военно-политическое училище и в августе 1941 года попал на фронт. Воевал под Сталинградом, под Вязьмой, на Курской дуге. Освобождал Белоруссию и Польшу. Командир роты 1348-го стрелкового полка 399-й стрелковой дивизии 48-й армии 1-го Белорусского фронта капитан Колмаков отличился в Белорусской операции. Действуя в составе танкового десанта, 3 сентября 1944 года отразил ряд атак превосходящих сил противника у населённого пункта Гуры западнее города Остров-Мазовецкий и нанёс врагу значительный урон в живой силе и технике. Тем самым была создана благоприятная обстановка для форсирования реки Нарев главными силами полка.

## Подвиг
3 сентября 1944 года при прорыве вражеской обороны под Островом-Мазовецким Белостокской области рота капитана Колмакова находилась на танках и смело шла в прорыв, нанося фашистским тылам большой урон. Под деревней Гуры (Gory, Польша), когда танковый десант прорвался на глубину 8-10 километров, фашисты, скопив силы, решили отрезать его. Капитан Колмаков получил приказ: удерживать фланг полка и отбросить фашистов. Умелым манёвром Колмаков и его солдаты подошли к противнику вплотную и заняли оборону. Немцы пытались сломить сопротивление смельчаков, но ни один из героев не сделал шагу назад. Измотав противника, командир с пистолетом в руках крикнул «За Родину!», поднял бойцов в атаку на врага и отбросил противника на 2-3 километра, тем самым обеспечив полку форсирование реки.
За этот подвиг указом Президиума Верховного Совета СССР от 24 марта 1945 года капитану Колмакову Петру Ивановичу присвоено звание Героя Советского Союза.

## После войны
Боевой путь капитан Колмаков закончил в Кёнигсберге. После ранения демобилизован и вернулся в Минусинск. До выхода на пенсию работал водителем скорой помощи. Принимал активное участие в общественной работе совета ветеранов при городском военкомате. Умер 22 октября 1997 года. Похоронен в Минусинске.

## Награды и звания
- Медаль «Золотая Звезда»;
- орден Ленина;
- орден Красного Знамени;
- орден Отечественной войны 1-й степени;
- орден Отечественной войны 2-й степени;
- медали, в том числе:
- медаль «За оборону Сталинграда»;
- медаль «За победу над Германией в Великой Отечественной войне 1941—1945 гг.»;
- медаль «За взятие Кёнигсберга».
- Почётный гражданин Минусинска (1995).

## Память
- В Минусинске на домах, где жил Герой, установлены мемориальные доски.